# ساچمه

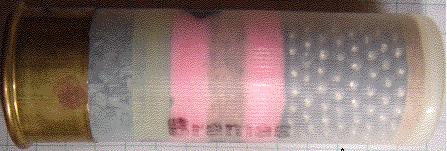
ساچمه‌ها در یک فشنگ ساچمه‌زنی (سمت راست تصویر)

ساچمه یا گویک به گلوله‌های کوچک سربی گفته می‌شود. کاربرد اصلی ساچمه‌ها به عنوان پرتابه در انواع تفنگ‌ها است، اما کاربردهای صنعتی گوناگونی نیز دارد.
در برخی نقاط جهان از جمله در تالاب‌های بریتانیا، استفاده از ساچمه سربی برای شکار، به‌خاطر سرشت سمی سرب ممنوع اعلام شده‌است. به این منظور ساچمه‌های غیر سربی هم ساخته شده که بیشتر از جنس فولاد، تنگستن-نیکل-آهن و تنگستن-بسپار هستند.
گاه به پرتابه‌های تفنگ بادی نیز ساچمه گفته می‌شود.